# Pachnobia lupa
Pachnobia lupa là một loài bướm đêm trong họ Noctuidae.